# Voulez-Vous (Lied)
Voulez-Vous ist ein Song der schwedischen Popgruppe ABBA, der 1979 auf dem gleichnamigen Album erschien. Er wurde von Benny Andersson und Björn Ulvaeus geschrieben, die Hauptstimmen sangen Agnetha Fältskog und Anni-Frid Lyngstad gemeinsam. Im Juli desselben Jahres wurde das Stück mit Angeleyes auf der B-Seite als Single ausgekoppelt. In Großbritannien erschien es mit Angeleyes als Doppel-A-Seiten-Single.

## Entstehung
Voulez-Vous entstand bei Anderssons und Ulvaeus' Aufenthalt auf den Bahamas im Januar 1979. Weil Miami nicht weit entfernt ist, entschlossen sie sich, die Instrumentalspuren in den dort gelegenen Criteria Recording Studios aufzunehmen. Im selben Studio machten auch die Bee Gees ihre Aufnahmen. Begonnen wurde am 1. Februar, mit Unterstützung von einigen anderen Musikern der Band Foxy und Produzenten, sowie Mischern, darunter zum Beispiel Tom Dowd. Außerdem spielte Nils Landgren Posaune. Mit Arbeitstiteln wie Song X oder Amerika wurde der Song im März schließlich fertiggestellt. Im Musikvideo singt ABBA in einem Club vor einem tanzenden Publikum. Es wurde am 5. April 1979 im Europa Film Studio in Stockholm gedreht.

## Kommerzieller Erfolg

### Chartplatzierungen
Voulez-Vous erreichte in Belgien Platz 1 und in Irland, der Schweiz, Spanien und den Niederlanden die Top Ten. In Deutschland belegte die Single Platz 14.
| ChartsChartplatzierungen       | Höchstplatzierung | Wochen |
| ------------------------------ | ----------------- | ------ |
| Deutschland (GfK)              | 14 (16 Wo.)       | 16     |
| Schweiz (IFPI)                 | 9 (6 Wo.)         | 6      |
| Vereinigte Staaten (Billboard) | 80 (3 Wo.)        | 3      |
| Vereinigtes Königreich (OCC)   | 3 (11 Wo.)        | 11     |

### Auszeichnungen für Musikverkäufe
| Land/Region                  | Auszeichnungen für Musikverkäufe (Land/Region, Auszeichnung, Verkäufe) | Verkäufe |
| ---------------------------- | ---------------------------------------------------------------------- | -------- |
| Neuseeland (RMNZ)            | Gold                                                                   | 15.000   |
| Vereinigtes Königreich (BPI) | Platin                                                                 | 600.000  |
| Insgesamt                    | 1× Gold · 1× Platin ·                                                  | 615.000  |

Hauptartikel: ABBA/Auszeichnungen für Musikverkäufe